# Kawaii metal
Kawaii metal (còn được gọi là idol metal, cute metal, J-pop metal hoặc kawaiicore) là một thể loại nhạc pha trộn các yếu tố của heavy metal và J-pop ra đời tiên phong ở Nhật Bản vào đầu thập niên 2010. Thể loại này kết hợp cả ảnh hưởng của phương Đông và phương Tây, hấp dẫn cả hai nền văn hóa. Một sáng tác kawaii metal điển hình kết hợp phần hòa tấu trong nhiều loại nhạc heavy metal khác nhau với giai điệu J-pop và tính thẩm mỹ thần tượng Nhật Bản. Các đề tài ca từ của kawaii metal thường chứa các chủ đề kawaii (dễ thương, đáng yêu, giống trẻ con), làm chúng thân thiện hơn nhiều so với các chủ đề của những dòng heavy metal khác.
Nhóm nhạc nữ Nhật Bản Babymetal thường được xem là những người sáng tạo và thành công của dòng kawaii metal. Ngoài Babymetal, các nghệ sĩ kawaii metal như Ladybaby đã thu hút được sự chú ý của giới truyền thông cũng như chú ý nhỏ về mặt thương mại nhờ biểu diễn các bài hát thuộc thể loại này.

## Lịch sử và đặc điểm

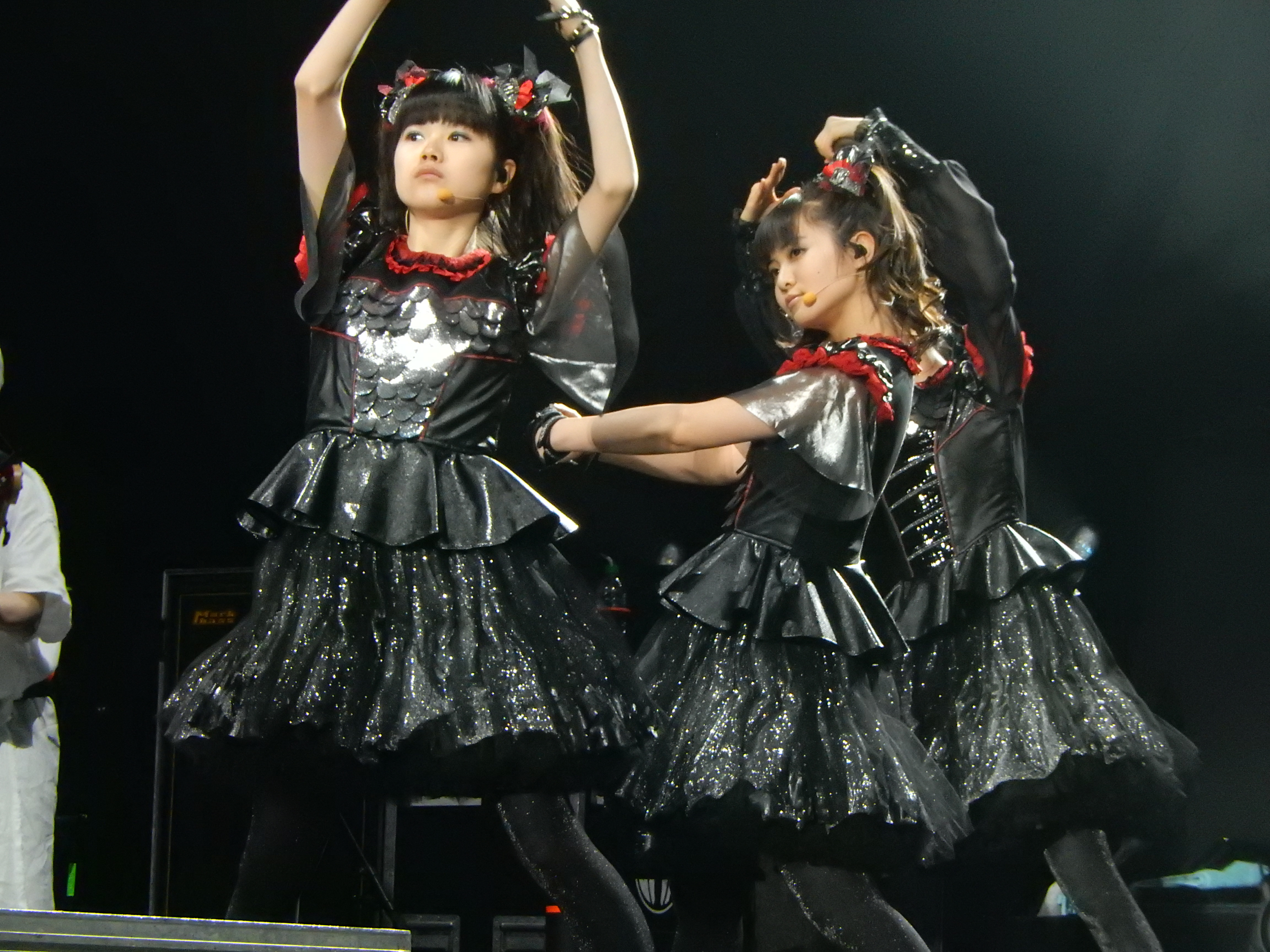
Nhóm nhạc kawaii metal tiên phong Babymetal biểu diễn tại nhà thi đấu The O2 Arena, Luân Đôn vào năm 2016.

Nhóm nhạc thần tượng heavy metal Nhật Bản Babymetal được xem là nhóm khai sinh ra thể loại kawaii metal. Khái niệm kawaii metal bắt đầu bằng Kobayashi “Kobametal” Key, nhà sản xuất của Babymetal. Trong một cuộc phỏng vấn do Billboard thực hiện, Kobayashi giải thích rằng anh "chỉ đang cố làm điều gì đó mà chưa ai từng nghe thấy trước đây". Kawaii metal trở nên nổi tiếng trên thị trường quốc tế vào năm 2014, khi nhóm Babymetal tải một MV bài hát lên Youtube có tên "Gimme Chocolate!!". Tính đến tháng 4 năm 2021, MV đã nhận được hơn 140 triệu lượt xem. Angelica Wallingford của City Times cho rằng album đầu tay cùng tên của Babymetal là tác phẩm tiên phong trong thể loại nhạc kawaii metal. Wallingford còn định nghĩa thể loại và album là "sự kết hợp của nhiều dòng nhạc khác nhau gồm pop, rock, heavy metal, dance điện tử, industrial và symphonic death metal". Một cây viết khách mời tại The Independent tin rằng thể loại này là một sản phẩm bắt nguồn từ J-pop và nhiều dòng extreme metal khác, cụ thể là "speed metal, power metal, black metal và industrial metal". Trong khi thảo luận về Babymetal, Rob Nash của The Sydney Morning Herald cho rằng thể loại này bao gồm "giai điệu pop ngọt ngào trên nền thrash metal", Nash cũng tin rằng bài hát "Awadama Fever" của nhóm là ví dụ tiêu biểu cho thể loại này, cho rằng bài hát chứa "những tấm guitar giận dữ và các breakbeat nhanh không kịp nhảy, đồng thời các cô bé [Babymetal] rít lên về 'cơn sốt bong bóng' và kẹo cao su". Ban nhạc còn hát về cảm giác ra sao khi đến buổi hòa nhạc đầu tiên của bạn, khái niệm về "phụ nữ lý tưởng" và sô-cô-la, những chủ đề mà các nhà phê bình phê phán là khác xa so với các phong cách đề tài điển hình mà hầu hết các ban nhạc metal sử dụng. Babymetal vẫn cực kỳ thịnh hành. Trên thực tế, vào năm 2019, Babymetal trở thành nghệ sĩ châu Á đầu tiên đứng đầu bảng xếp hạng Top Rock Albums của Billboard, với album phòng thu thứ ba của họ là Metal Galaxy. Murray Stassen trong Music Week nhận xét rằng "Không còn nghi ngờ gì nữa, Babymetal là một hiện tượng âm nhạc đa thể loại thực sự" và rằng bất chấp mâu thuẫn giữa metal và J-pop dường như chẳng có nghĩa lý gì trên giấy tờ, "[Babymetal] đã chứng minh rằng điều ấy có thể tồn tại và hiệu quả, còn việc kháng lại hiện tượng Babymetal là vô ích."

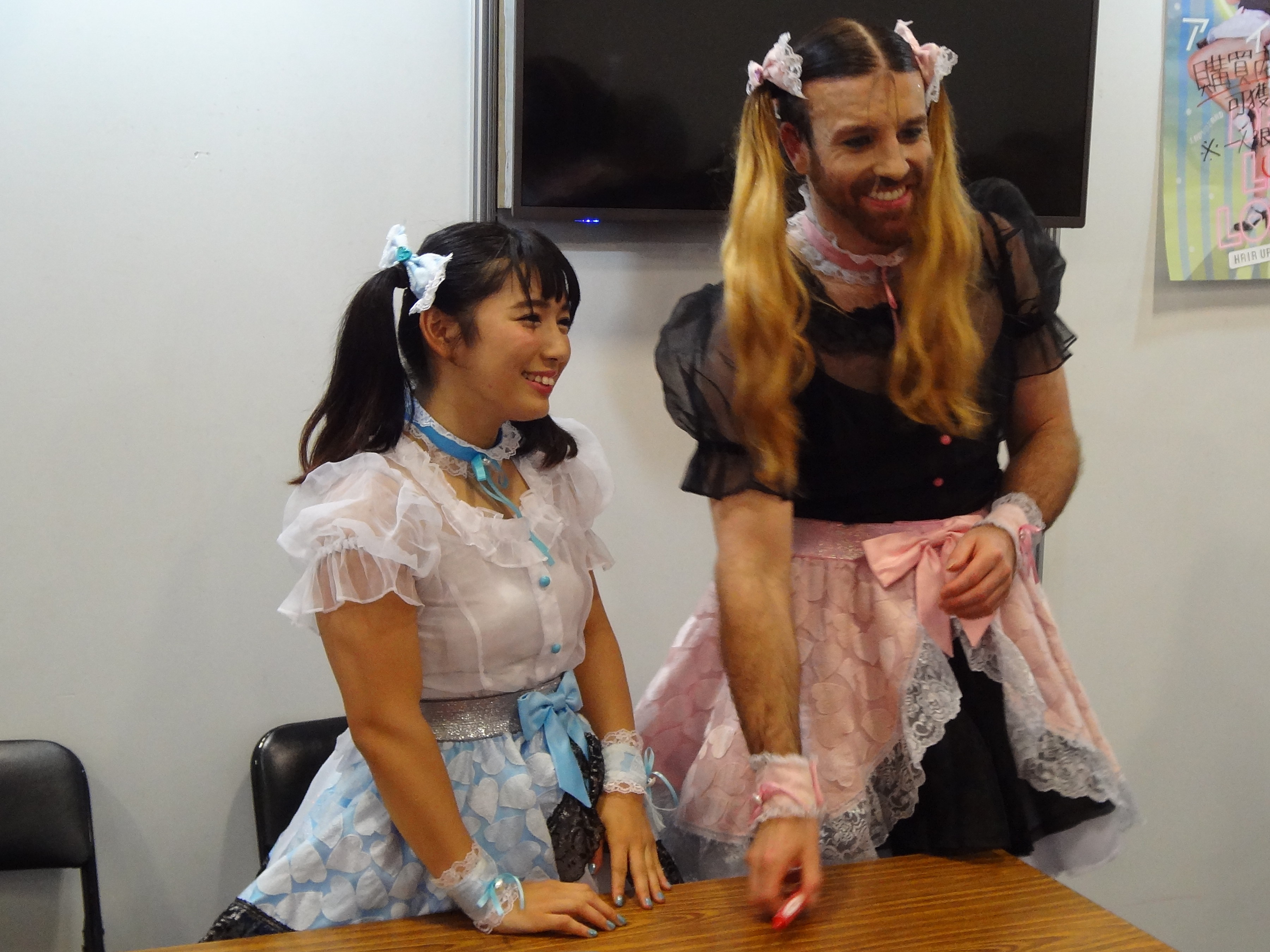
Ban nhạc kawaii metal Deadlift Lolita vào năm 2017.

Trong thảo luận về Ladybeard và Ladybaby, Jake Cleland của The Sydney Morning Herald định nghĩa thể loại này là "nhạc pop ngọt lịm pha với tiếng growl của heavy metal". Alex Weiss của tạp chí Paper thì định nghĩa dòng nhạc này này là "hard rock với những đoạn hook của nhạc pop ngọt ngào có đường". Weiss còn sử dụng các bài hát của Babymetal là "Karate" và "Road of Resistance" làm ví dụ để giải thích quan điểm ca từ khác nhau giữa kawaii metal và các dòng metal khác, cho rằng những bài hát kawaii metal "mang lại một góc nhìn thường bị thiếu trong phần lời siêu nam tính, gây hấn thường xuất hiện trong hầu hết các bản hit của thể loại [metal]". Felix Clay của Cracked.com cũng tin rằng thể loại này mang ít lời ca gây hấn hơn, với lý do dòng nhạc này có lời ca về "các đề tài nhạc pop như mèo con, sôcôla và niềm vui".